# Svobodný dům

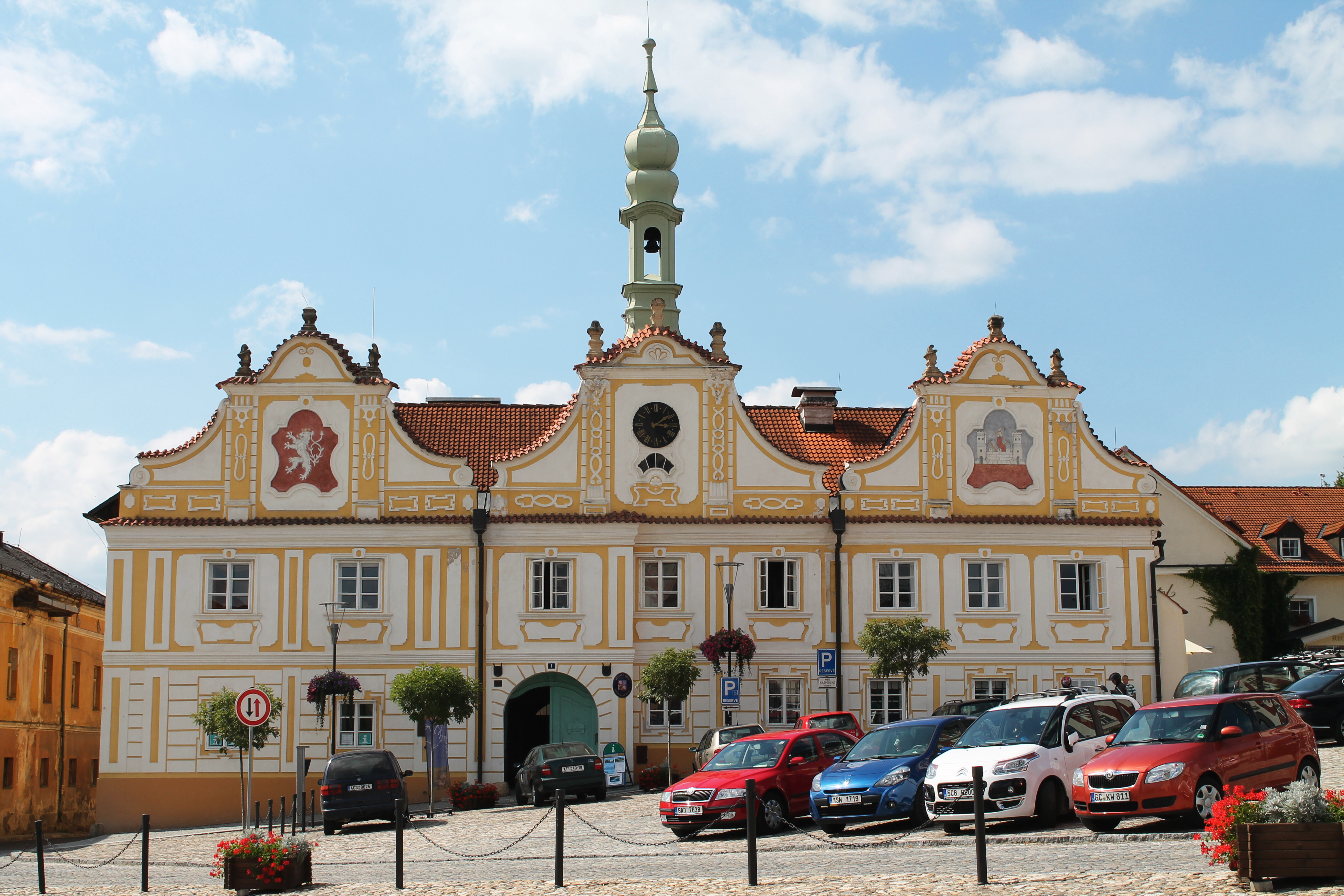
Kašperské Hory, svobodný dům, od roku 1597 slouží jako městská radnice

Svobodný dům či svoboda (německy Freihaus) je označení domů či budov ve středověku a v raném novověku, které se nacházely uvnitř hradeb města, nepodléhaly však pod jeho jurisdikci.
Vlastníci svobodného domu byl územně nezávislí a byli osvobozeni od městských daní. Zároveň se na ně vztahovala zvláštní soudní pravidla při zemském soudu. Vedle šlechty požívali takových městských privilegií často také církevní instituce.